# جو لونش (لاعب كرة قدم)
جو لونش (بالإنجليزية: Joe Lynch)‏ هو لاعب كرة قدم بريطاني في مركز الوسط، ولد في 11 أكتوبر 1999 في Whiston, Merseyside ‏ في المملكة المتحدة. لعب مع نادي كرو ألكساندرا.